# ディズニーランド・ホテル (パリ)
ディズニーランド・ホテル（パリ）（Disneyland Hotel Paris）は、フランスのディズニーランド・パリ内にあるディズニーホテル（ディズニーランド・ホテルシリーズ）である。

## 概要
フランスのディズニーランド・パリ内に存在し、「東京ディズニーランドホテル」は東京ディズニーランド（東京ディズニーリゾート）のパーク外にあるが、メイン施設の「ディズニーランド・パーク」とディズニーパーク一体型ホテル（東京ディズニーシーの「東京ディズニーシー・ホテルミラコスタ」のようなホテル）となっており、ディズニーランド・パリ内最高級のディズニーホテルとなっている。
基本的に値段によって異なる場合があるが、2番目に高い「ディズニー・ホテル・ニューヨーク」の数倍の値段となっている。各パーク（ディズニーランド・パーク、ウォルト・ディズニー・スタジオ・パーク、ゴルフ・ディズニーランド）や商業施設のディズニー・ヴィレッジに徒歩でアクセスできる事や宿泊部屋でも1泊1人につき1枚の「ディズニー・ファストパス」が無料でもらえる。
「ディズニー・バケーション・クラブ」に対応している。

## ルーム
- スタンダードルーム
- ファミリールーム（5人以上での利用限定）
- キャッスルクラブ ルーム
- ジュニア スイート
- ティンカーベル スイート
- ウォルト・アパートメント
- シンデレラ スイート
- 眠れる森の美女 スイート

## ショップ

### ギャラリー・ミッキー
ホテル限定からパーク内の土産物がある。

## ホテル内構成
ホテルは3つのエリアから構成されており、中央の建物の両側（東と西）に2つのU字型をしている。また、各建物には、濃いピンク色の屋根の上にいくつかの八角形の砲塔があり、「ファンタジー・ガーデン」と呼ばれる庭園から見た全体は完全に対称的に見えるようになっている。
ホテル全体は、パークの出口を見下ろす2階の通路で相互接続されており、4階建てである。

## モデル・テーマ
フロリダの「ディズニー・グランド・フロリディアン・リゾート&スパ（ウォルト・ディズニー・ワールド・リゾート）」や当ホテルは、アメリカのウォルト・ディズニー・イマジニアリングが建設した。パリ版は白ではない色にしているが、ヨーロッパの空の下では明るさが異なるため、ピンクで、2006年のホテル塗り替え工事の際に強調された。

## レストラン

### インベンションズ
世界の人気料理を食事できる高級ビュッフェレストランである。

### カリフォルニア・グリル
上質なワインをそろえたグルメレストランである。

### カフェ・ファンタジア
落ち着いた雰囲気のピアノバー。